# Clathria tunisiae
Clathria tunisiae är en svampdjursart som beskrevs av Hooper 1996. Clathria tunisiae ingår i släktet Clathria och familjen Microcionidae. Inga underarter finns listade i Catalogue of Life.